# Mars (film fra 2004)
|  | For andre betydninger af ordet Mars, se Mars. |
Mars (russisk: Марс) er en russisk spillefilm fra 2004 instrueret af Anna Melikjan. Det er Melikjans første folm i spillefilmlængde. 
Filmen havde international premiere ved Panorama-programmet på Berlin International Film Festival.
Filmen har elementer af surrealismeog magisk realisme. 

## Handling
Et fjernt sted ved Sortehavet i Rusland ligger byen Marks, der er opkaldt efter Karl Marx, på russisk "Маркс". Den berømte og uovervindelige bokser Boris (spillet af Gosja Kutsenko) er steget på et tog i ukendt retning for at komme væk fra det hele. Da han vågner tidligt om morgenen, ser han i daggryets dis på stationen neonbogstaverne "Мар с" (translit.: "Mar s"). I byen arbejder alle på en fabrik, der fremstiller plys-legetøjsdyr og modtager deres løn i form af plys-legetøjsdyr. Boris vil kun tilbringe en dag i byen, men fortiden er svær at undslippe ... 